# Trapsteekwagen

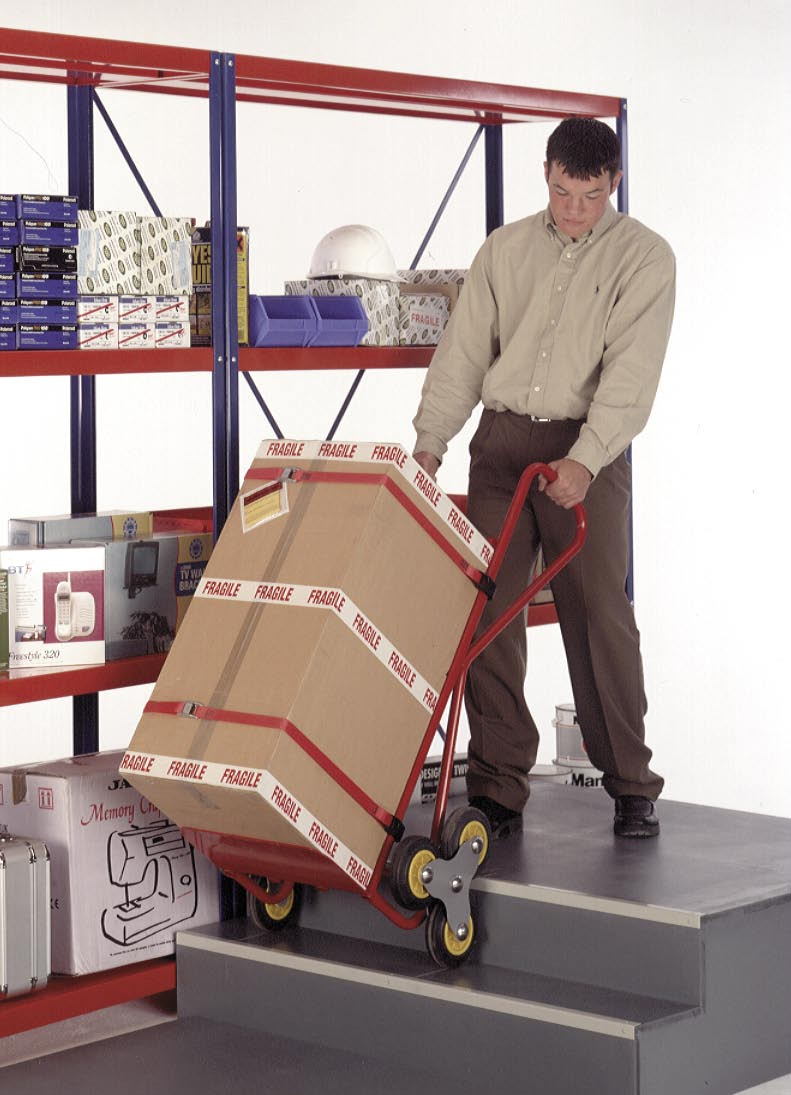
Trapsteekwagen

Een trapsteekwagen is een soort kar met roterende wielen zodat die over de treden van een trap geduwd of getrokken kan worden. Trapsteekwagens kunnen handmatig of elektrisch voortgedreven zijn.